# Андреева, Любовь Харитоновна

Курганская областная писательская организация: верхний ряд: М.С. Керченко, В.М. Спичкин (Огнев), В.Ф. Потанин, М.И. Шушарин, А.М. Пляхин; нижний ряд: И.П. Яган, Р.И. Бутакова, Л.Х. Андреева, Я.Т. Вохменцев, 1975 год.

Любо́вь Харито́новна Андре́ева (29 апреля 1942, Заложное, Челябинская область — 15 апреля 2021, Курган) — советская и российская поэтесса, журналист.

## Биография
Любовь Харитоновна Андреева родилась 29 апреля 1942 года в селе Большое Заложное Заложинского сельсовета Мостовского района Челябинской области. Решением Курганского облисполкома от 23 марта 1964 года № 106 деревня Большое Заложное, деревня Малое Заложное и деревня Россия-Заложное объединены в деревню Заложное. Ныне деревня Заложное входит в Варгашинский муниципальный округ Курганской области. Родители работали в сельхозартели (колхозе) «Самолет». Отец погиб на фронте.
Училась в Заложинской начальной и Мостовской средней школах. В 1960 году окончила 10 классов Мостовской средней школы и переехала в город Курган, где начала свой трудовой путь на асфальтобетонном заводе Ремстройтреста. Жила у родственников. С октября 1962 года работала учеником токаря в МСЦ-1 Курганского арматурного завода.
С декабря 1962 года работала в УНР-7 Стройтреста № 74 каменщиком и бетонщиком на строительстве промышленных объектов города Кургана. В 1963 году поступила на отделение заочного обучения Курганского государственного педагогического института, но в 1966 году поступила на заочное отделение Литературного института имени А. М. Горького СП СССР, который окончила в 1972 году.
В декабре 1965 года вступила в КПСС.
Как журналист начала свой творческий путь в октябре 1966 года в редакции газеты «Молодой ленинец» (газета Курганского обкома ВЛКСМ).
С сентября 1967 года была ученицей слесаря-сборщика в цехе № 17 Курганского автобусного завода. С января 1968 года работала бетонщицей в СУЖ-3 треста «Курганжилстрой». С июля 1970 года была литсотрудником газеты «Авангард» Курганского автобусного завода.
С 11 октября 1971 года член Союза писателей СССР, после распада СП СССР — член Союза писателей России, состояла на учёте в Курганской областной писательской организации. Была участницей V Всесоюзного совещания молодых писателей (Москва, 1969 год) и региональных поэтических семинаров. В Союзе журналистов не состояла.
В феврале 1971 года принята руководителем литературного кружка во Дворце Культуры завода «Химмаш», затем, с июня 1973 года была редактором радиовещания завода «Курганхиммаш». В 1977 году Курганские заводы Арматурный и Химмаш реорганизованы в ПО «Курганармхиммаш». 15 ноября 1989 года Производственное объединение «Курганармхиммаш» упразднено, заводы снова стали самостоятельными. Продолжила работу редактором радиовещания Арматурного завода. В январе 1991 года назначена редактором заводской газеты «Маяк». В 1993 году Курганский арматурный завод акционирован и реорганизован в ОАО «Икар» – Курганский завод трубопроводной арматуры».
С апреля 2006 года на пенсии.
Любовь Харитоновна Андреева умерла утром 15 апреля 2021 года в больнице в городе Кургане Курганской области. Похоронена на Новом Рябковском кладбище города Кургане Курганской области.

## Творчество
Многие стихи поэтессы посвящены рабочему классу и природе Зауралья.
Стихи печатали газеты «Литературная газета», «Литературная Россия», «Советское Зауралье», «Новый мир», «Молодой ленинец», «Московский комсомолец», журналы «Техника молодёжи», «Урал», «Сибирский край», альманахи «Поэзия» и «Тобол», антологии, передавало всесоюзное и областное радио.
Некоторые стихи переведены на польский язык, опубликованы в газете «Głos Pomorza», переводчик Чеслав Курята.
Изданы сборники стихов:
- Подснежник /10 книжек в обертке: Андреева Л., Балакина О., Батраченко Е., Бендик Л.П., Доброхотов Л., Попов П., Суздалев Г., Толокнов В., Тэрнптэ Б., Ухалова Т./. — Челябинск: Южно-Уральское кн. изд-во, 1968. — 5000 экз.[10]
- Андреева Л.Х. Стриженое лето / Илл. Ю.М, Бунов. — Челябинск: Южн.-Урал. кн. изд., 1970. — 87 с. — 10 000 экз.[11]
- Андреева Л.Х. Полдень. — Челябинск: Юж.-Уральск. кн. изд-во, 1976. — 38 с. — 5000 экз.[12]
- Андреева Л.Х. Наедине с рекой. — Куртамыш: Парус-М, 2003. — 78 с. — ISBN 5-98271-005-9.
- Андреева Л.Х. Птицы летящие. — Курган: центр «Отклик», 2009. — 120 с.
- Андреева Л.Х. Дали бытия. — Курган, 2018. — 163 с. — ISBN 978-5-98271-271-4.[13]

## Награды
- Медаль ФНПР «100 лет профсоюзам России»
- Памятная медаль «100 лет Великой Октябрьской социалистической революции» (КПРФ)
- Ударник коммунистического труда, 16 марта 1970 года
- Отличник печати Зауралья, 20 февраля 2003 года
- Благодарственное письмо Главы городского самоуправления мэра города Кургана, август 2002 года
- Нагрудный знак «Ветеран завода» ОАО «Икар», 18 ноября 2004 года
- Курганская городская премия «Признание», 2004 год
- Диплом литературного конкурса «МИР И ОТЕЧЕСТВО», 2020 год

## Семья
- Отец Андреев Харитон Иванович (27 сентября 1903, с. Заложное — 8 апреля 1944, погиб на фронте, в Крыму)
- Мать Андреева Марина Игнатьевна (13 марта 1901, с. Заложное — 1 июля 1991, г. Курган)
- Сын Андреев Сергей Юрьевич (род. 2 января 1980, г. Курган)